# Parco Łazienki
Il parco Łazienki (in polacco: Park Łazienkowski o Łazienki Królewskie)  è uno dei maggiori parchi pubblici di Varsavia, capitale della Polonia, e si estende su 76 ettari. Si trova nel quartiere centrale di Śródmieście, in a fianco di viale Ujazdów, che è parte della "Strada Reale" (Trakt Królewski), un insieme di strade che collega il Castello Reale con il Palazzo di Wilanów, a sud della città. A nord del parco si trova il Palazzo di Ujazdów.
All'interno del parco sorge il Palazzo sull'acqua (anche detto Palazzo Łazienki o Palazzo sull'isola) ed altri edifici tra cui due ricostruzioni di templi antichi e un teatro all'aperto.
Fu progettato nel XVII secolo da Tielman van Gameren come "parco per i bagni" (da cui il nome) per il nobile Stanisław Herakliusz Lubomirski e nel XVIII secolo fu trasformato dal re polacco Stanislao II Augusto Poniatowski in un sito con palazzi, ville, capricci architettonici e monumenti.
Nel 1918 divenne ufficialmente parco pubblico ed è oggi anche un'attrattiva turistica della città. Vi si tengono vari eventi culturali. Nel parco si possono vedere numerosi pavoni e scoiattoli.

## Storia
Il Parco Łazienki è stato progettato nel XVII secolo da Tielman van Gameren, in stile barocco, per il comandante militare Stanisław Herakliusz Lubomirski. Prese il nome di Łazienki ("Bagni") da un padiglione balneare che si trovava nelle vicinanze.
Lo schema del giardino pittoresco e affascinante deve la sua nascita e la sua forma attuale e l'aspetto principalmente all'ultimo sovrano della Confederazione Polacco-Lituana, il re Stanislao Augusto Poniatowski. Alla metà del XVI secolo, entrò a far parte dei possedimenti di Bona Sforza, regina consorte di Polonia di origini italiane, che fece costruire una casa padronale in legno con un giardino all'italiana. Successivamente, la casa padronale in legno della regina Anna Jagellona sorse in questo luogo, immortalato nel 1578 dalla messa in scena della prima opera teatrale polacca: "Il rinvio dei messi greci" di Jan Kochanowski. A sud, il re Sigismondo III Vasa aveva un castello di pietra quadrilatero con torri angolari erette nel 1624.
Nella seconda metà del XVII secolo, Ujazdów divenne proprietà del Gran Maresciallo della Corona Stanisław Herakliusz Lubomirski. Egli fu il primo a richiamare l'attenzione sulla zona boscosa che si estendeva lungo ai piedi del Castello Ujazdów dove costruì due padiglioni da giardino. Il primo padiglione era un eremo e l'altro in origine conteneva una camera da bagno decorata da cui derivò il nome alla costruzione e alla fine a tutto il giardino. I bagni originali progettati dall'eccezionale architetto Tylman van Gameren in stile barocco, sono contenuti fino ad oggi all'interno delle mura del Palazzo sull'Isola. Nella prima metà del XVIII secolo, Ujazdów fu affittato al re Augusto II il Forte, durante il cui regno fu scavato un corso d'acqua conosciuto come "Canale di Piaseczno".
Nel 1764, Ujazdów divenne proprietà del re Stanisław II Augusto. Il monarca prima progettò di ricostruire il castello di Ujazdów, che aveva scelto come residenza estiva. L'opera fu iniziata dalla zona circostante il castello, dove fu posta una serie di percorsi rettilinei. La ristrutturazione del vecchio castello di Ujazdów, che fu dotato di un piano supplementare e nuove ali, si trascinò senza produrre i risultati attesi. Il re si scoraggiò, abbandonò ulteriori opere e spostò la sua attenzione verso i giardini circostanti.
Modificata e ricostruita in più fasi nel corso di due decenni a partire dal 1772, l'ex edificio per i bagni di Lubomirski fu infine trasformato nell'elegante Palazzo sull'Isola. Molte nuove strutture furono erette nei giardini a cui lavorarono numerosi artisti e architetti come Domenico Merlini e Jan Chrystian Kamsetzer, i pittori Jan Bogumił Plersch e Marcello Bacciarelli e scultori come Giacomo Monaldi, Andrzej Le Brun, e Franciszek Pinek. Nel 1774, la Casa bianca fu eretta nella forma di un semplice esagono con interni ben arredati. Secondo la leggenda, l'amante del re, Elżbieta Grabowska, così come le sue sorelle risiedevano nell'edificio. Tra il 1775 e il 1783 il Palazzo Myślewicki fu costruito di fronte alla casa per i bagni. In origine aveva la forma di un cubo costruito su una piazza, a cui poi alla fine si aggiunsero le ali e fu innalzato. Nel corso degli anni 1770 l'eremo, che era stata danneggiato da un fulmine, fu restaurata e una conoscente del re, Teresa Lhullier, prese residenza in esso.
A poco a poco, anche i giardini cambiarono il loro aspetto. Nel 1778, un Viale reale fu definito - un percorso che collegava la Casa bianca e la Casa per i Bagni. Nel punto in cui attraversava la strada per Wilanów, una casa estiva in stile cinese a un piano (poi smantellato nel XIX secolo) fu costruito. I vecchi canali e la piscina vicino alla Casa per i Bagni furono trasformati in un insieme di laghetti di carie forme e dimensioni considerevoli. Oltre ai giardini geometricamente disposti alla maniera francese, il parco conteneva anche zone panoramiche ispirate al romantico giardino all'inglese. Vicino al Viale reale un piccolo padiglione pensato per un gioco allora popolare chiamato "Trou Madame". Poco dopo, fu trasformato in un teatro ad opera di Jan Chrystian Kamsetzer, architetto e pittore tedesco naturalizzato polacco, che singolarmente separò la cavea dal palco attraverso un canale d'acqua e circondò il tutto da gruppi di alberi. Allo scopo di ospitare un pubblico più ampio, l'anfiteatro fu successivamente sistemato con pietra e assunse una forma meno rustica e più architettonica.
La vista dalla Casa per i Bagni fu chiusa a sud con una cascata d'acqua e a nord con un ponte di pietra su cui fu eretto un monumento al re Giovanni III Sobieski. La strada per il palazzo sul lago a nord era sorvegliata dalla Vecchia Casa del Corpo di Guardia. Nelle vicinanze, un Grand Annexe di notevoli dimensioni fu costruito. Conteneva i vasti locali della cucina reale, nonché alloggi per i funzionari e servitù. Sotto la scarpata sul lato opposto del giardino fu costruita un'orangerie, la cui ala conteneva ancora un altro teatro. Sopra, sulla terrazza sopra la scarpata, vi erano poi un orto e una serra, nota come "Trebhaus". Inoltre, il giardino fu abbellito con numerosi ponti, pergolati e statue. Acquedotti decorativi furono eretti. Uno di questi, una struttura simile a una rotonda (vicino all'orangerie) forniva l'acqua per la fontana sulla terrazza di fronte al palazzo.
Da allora, il complesso reale comprendeva anche il barocco Palazzo Belvedere, situato al margine meridionale della scarpata. In una delle ali, il re istituì una manifattura di ceramica i cui prodotti erano conosciuti come i vasi Belvedere. Ogni volta che Stanisław Augusto visitva Łazienki, era seguito da tutta la sua corte e dai familiari più stretti. Tende decorate venivano poste nel giardino per accogliere principalmente tutti i servi e le guardie. In questo periodo, il parco era pieno di coppie a passeggio, persone in carrozza e piccole barche o gondole. Spettacoli colorati e chiassosi con fuochi d'artificio venivano messi  in scena nei giardini e spesso vi partecipavano i cittadini di Varsavia. Tale fu il caso per l'inaugurazione del monumento a re Giovanni III Sobieski nel 1788.
Il Palazzo sull'Isola fu teatro delle famose "Cene del Giovedì" (in polacco: obiady czwartkowe), in cui il re invitava studiosi, scrittori e poeti. Łazienki a quel tempo era un importante centro culturale che fiorì grazie al supporto di Stanisław Augusto, un mecenate delle belle arti e sostenitore della scienza e dell'apprendimento. Come complesso formato da palazzo e giardino, Łazienki rifletteva lo stile classicistico diffuso in Europa durante la seconda metà del XVIII secolo. Ma si distingueva per la sua natura pittoresca e la varietà e quindi quel classicismo (trovato anche negli interni del castello di Ujazdów, progettati dal re) venne definito come lo stile di Stanisław Augusto.
Dopo le spartizioni della Polonia, nel XIX secolo, Łazienki cadde nelle mani degli zar russi. Nel periodo 1819-1830, su richiesta dei nuovi proprietari l'architetto Jakub Kubicki ricostruì il Belvedere in stile tardo-classicista e successivamente eresse nuovi padiglioni nei giardini - il Tempio egizio e il Tempio di Diana. Egli convertì l'ex padiglione Trou Madame in una nuova casa delle guardie e una scuola, da cui deriva il nome odierno di Podchorążówka ("Sala dei cadetti").
L'occupazione nazista fu un periodo tragico per Łazienki. Nel 1939 fu chiuso ai polacchi e gli edifici storici furono occupati dai militari tedeschi. Verso la fine del dicembre 1944, prima di evacuare il palazzo, i nazisti impregnarono le sue pareti con benzina e diedero fuoco al complesso. Nelle pareti annerite dell'edificio fecero un migliaio di fori per posizionare la dinamite in modo da farlo saltare nello stesso modo in cui avevano distrutto il Castello Reale di Varsavia. Per fortuna, non riuscirono a farlo.
Dopo la seconda guerra mondiale, un arduo progetto di ricostruzione del complesso reale di Łazienki, che durerà quasi due decenni, prese il via. Le prime sette camere al piano terra del palazzo furono aperte al pubblico nel 1960 e nel 1965 l'intero primo piano. Fortunatamente la Casa bianca, il Palazzo Myślewicki e il teatro nella vecchia orangerie erano stati risparmiati da gravi distruzione durante la guerra. Tuttavia, hanno richiesto accurato restauro, dal momento che avevano comunque subito danni. Allo stato attuale sono completamente rinnovati e aperti ai visitatori. Sono stati restaurati pure l'Anfiteatro, l'Acquedotto e la Sala dei cadetti, che recentemente è diventata sede del Museo Ignacy Paderewski. Questo storico palazzo e il giardino, che ora si trovano nel centro della città, ospitano vari eventi culturali a cui partecipano turisti polacchi e non e cittadini di Varsavia. La sorveglianza e la manutenzione sono, però, estremamente costose.

## Monumenti e luoghi d'interesse
- Palazzo sull'acqua (Palazzo Łazienki)
- Teatro sull'isola
- Casa bianca (Varsavia)
- Palazzo Myślewicki
- Vecchia orangerie
- Nuova orangerie
- Tempio di Diana
- Tempio egizio
- Acquedotto
- Ermitage
- Vecchia casa delle guardie
- Nuova casa delle guardie
- Stalle e rimessa delle carrozze
- Casa degli invalidi
- Casa Narutowicz

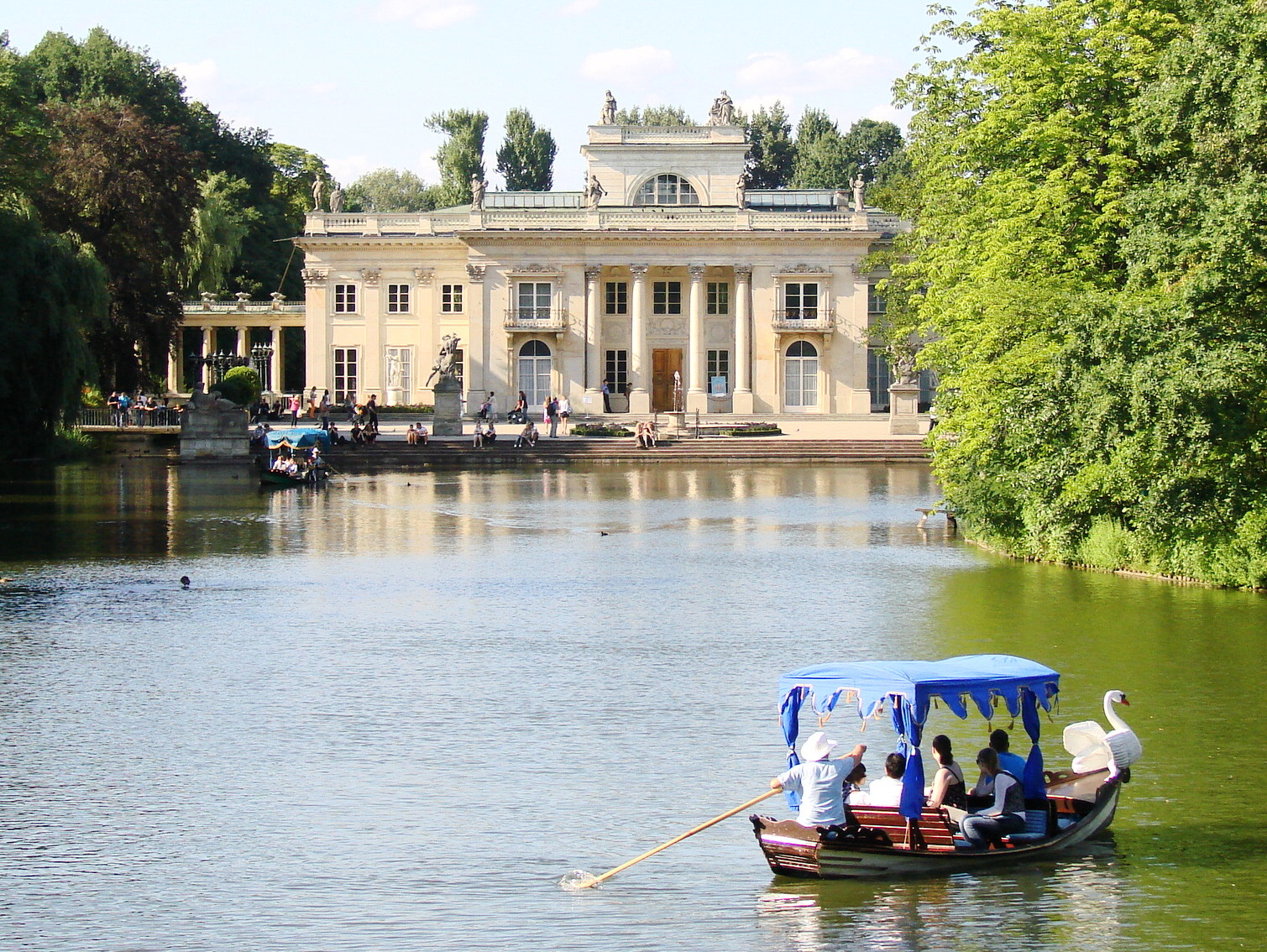
Il Palazzo sull'acqua

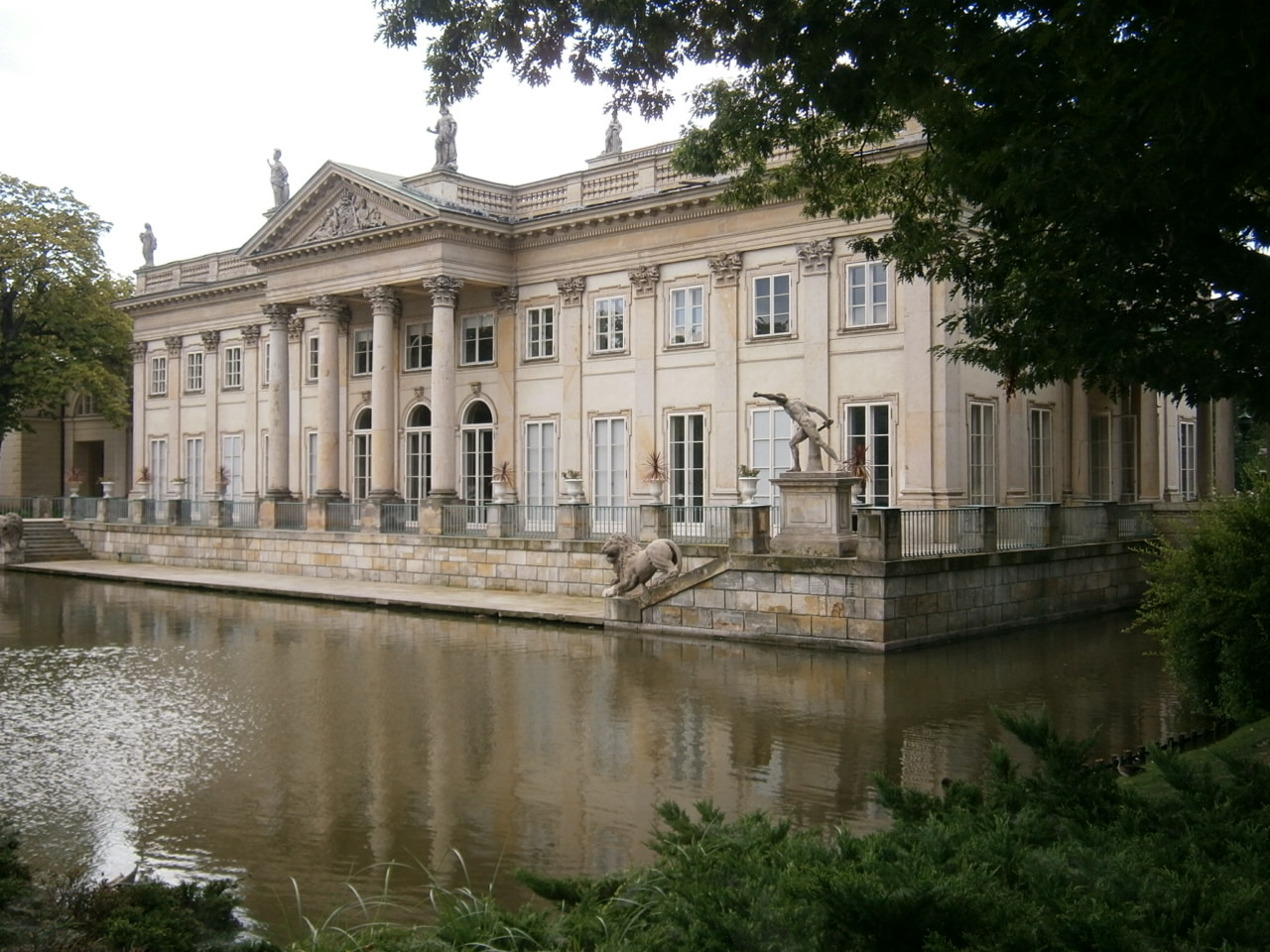
Retro del palazzo sull'acqua

- Ponte con monumento a Giovanni III Sobieski

## Edifici accanto al parco
- Belweder
- Palazzo Ujazdów
- Osservatorio astronomico

## Monumento a Chopin

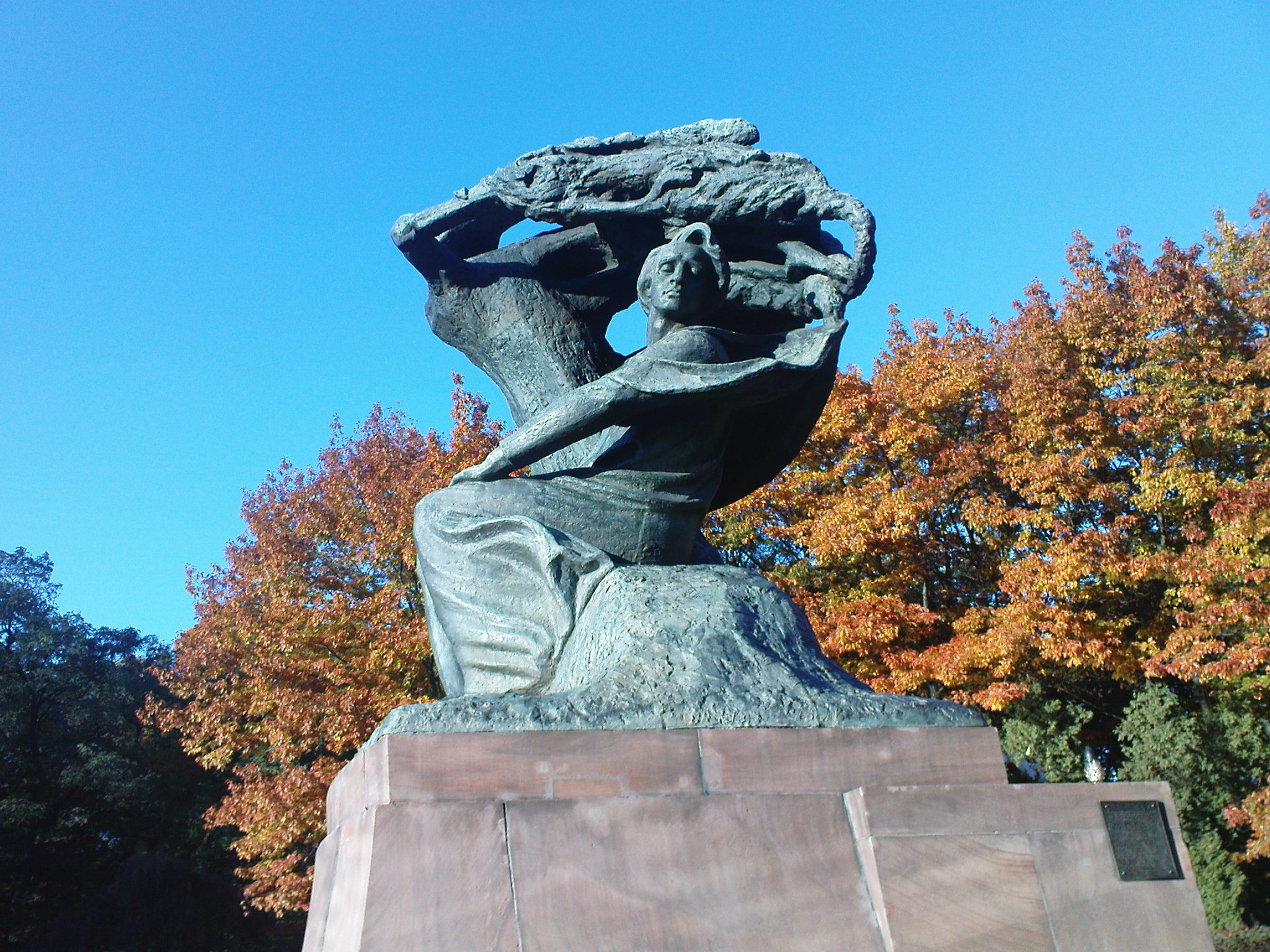
Monumento a Chopin

Nel parco vi è una grande statua in bronzo dedicata al celebre musicista Frédéric Chopin. Fu progettata nel 1907 da Wacław Szymanowski per la possibile erezione nel centenario della nascita di Chopin (1810) ma la sua realizzazione fu ritardata prima per le controversie sul disegno della statua e poi a causa della prima guerra mondiale. La statua fu infine creata e collocata nel parco nel 1926. Distrutto nel 1940, fu rifatto nel 1958.